# Juventudes Comunistas de Chile
Las Juventudes Comunistas de Chile (JJ.CC.) son el ala juvenil del Partido Comunista de Chile. También conocida informalmente como «La Jota». Fue fundada en 1932. Son militantes de las JJCC los jóvenes de entre 14 y 28 años. Las JJ.CC. tienen expresión política a nivel nacional, a mayo de 2022 contaba con más de 5900 militantes a lo largo del país.

## Principios
Las Juventudes Comunistas de Chile son una amplia organización política de jóvenes, compuesta por trabajadores manuales e intelectuales, pobladores, estudiantes, deportistas y artistas. Son las Juventudes del Partido Comunista de Chile y actúan entre los jóvenes aplicando y desarrollando su política, luchando a por la vigencia de la soberanía popular en Chile, por su liberación política, económica, social y cultural, por la democracia y su expresión más plena, el socialismo y el comunismo.
Las Juventudes Comunistas se basan en ideas científicas del socialismo sustentadas en las concepciones de Marx, Engels, Lenin, Recabarren y de otros pensadores marxistas y progresistas de Chile, América Latina y el Mundo.
La «Jota» se organiza para aportar desde diversos espacios para generar cambios en la sociedad, el sistema político y el modelo económico de Chile, desde cosas pequeñas que fortalezcan las organizaciones, mejoren las condiciones de vida de estudiantes, trabajadores y pobladores, hasta aquellas que les permitan disputar del poder político.

## Historia

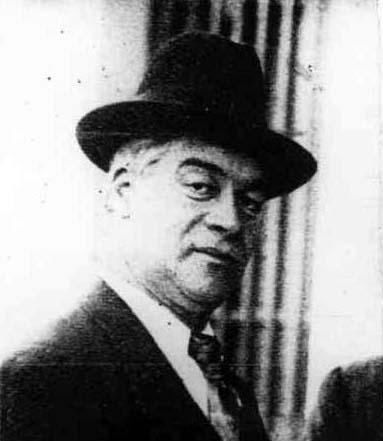
Las JJCC se autodenominan «hijos de Luis Emilio Recabarren» en alusión al precursor del movimiento obrero y fundador del Partido Comunista de Chile.

El Partido Comunista de Chile, desde el momento de su fundación ha desarrollado un trabajo con militancia joven y hacia la juventud, por lo que no es sorprendente que los antecedentes de las actuales JJCC se remonten una década a su fundación orgánica.
La creación de la incipiente Federación Juvenil Comunista (FJC) en 1924, el desarrollo de un trabajo con «pioneros» (niños menores de 12 años que reciben formación a partir de principios humanistas), y la impresión de la revista «La Llamarada», son muestras que revelan el trabajo activo del Partido Comunista en el ámbito juvenil, trabajo que se vería consolidado el 5 de septiembre de 1932 con la reunión que daría formación a una orgánica nacional de la FJC, y que es reconocida como la fecha de fundación de la «Jota».
Durante los años que siguieran a su fundación, las JJCC aportaron de manera sustantiva a los diversos objetivos desarrollados por el conjunto de los comunistas chilenos, siendo en los años 1930 una de las principales fuerzas políticas encargadas de desarrollar la lucha contra el fascismo y el nazismo en Chile, así como también, de desarrollar una política de alianzas amplia que permitió la construcción de la Alianza Libertadora de la Juventud (ALJ), expresión juvenil de la política de frentes populares desarrollada por el PCCh y que terminaría en el triunfo presidencial del radical Pedro Aguirre Cerda.
Luego del triunfo del Frente Popular y en consonancia con lo que venía desarrollando el PCCh, la Jota estuvo presente el ascenso de las movilizaciones sindicales y estudiantiles, cuyo mayor ejemplo fueron las movilizaciones sindicales que terminarían en la Masacre de la Plaza Bulnes en donde fallecería la militante de las JJCC Ramona Parra.
Las JJCC encararon el período de ilegalidad del PCCh provocado por la llamada Ley Maldita, siempre buscando la más amplia unidad que permitiera detener con las políticas antidemocráticas de Gabriel González Videla.[cita requerida]

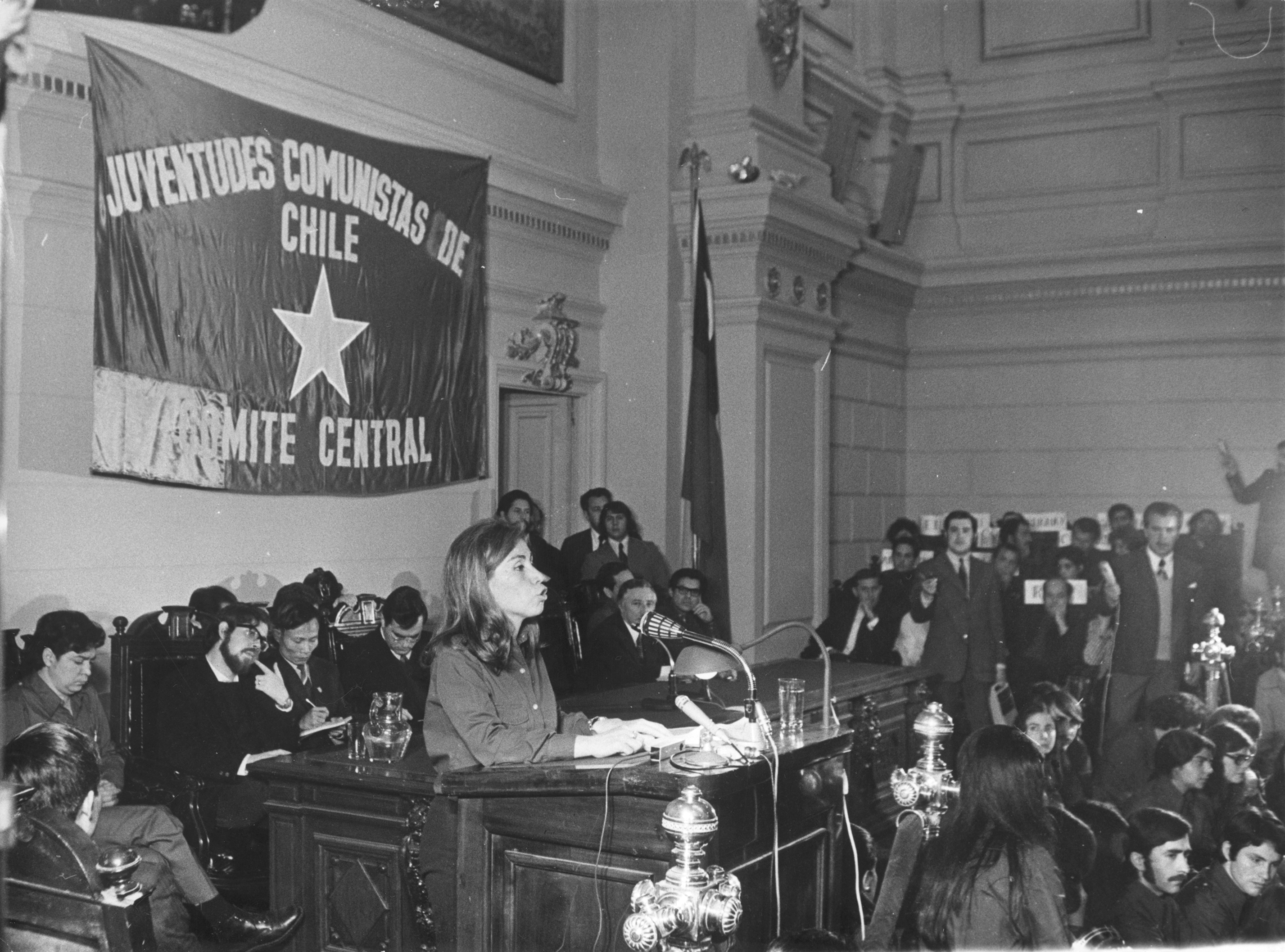
Gladys Marín en un mitin de las JJCC.

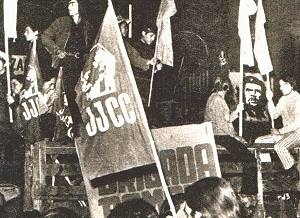
Las JJCC en manifestaciones de apoyo al gobierno de Salvador Allende (PS).

Luego del retorno a la legalidad y particularmente después del V Congreso Nacional de las JJCC desarrollado en 1965, la «Jota» desarrolló un trabajo político de masas vital para la construcción de lo que luego fuera el gobierno de la Unidad Popular. En esos años Las Juventudes Comunistas contribuyeron al desarrollo cultural y organizacional de la juventud chilena, estando presentes en el mundo del trabajo, contribuyendo al fortalecimiento de los sindicatos y de la CUT; en el ámbito estudiantil con la presencia en la FECH del comunista Alejandro Rojas y el fortalecimiento de la FESES; en las luchas por viviendas dignas, expresadas en las emblemáticas Tomas de Terreno; así como también en las múltiples expresiones del apogeo cultural juvenil en la Unidad Popular como el fortalecimiento del sello Dicap (ícono de la nueva canción chilena) en la cual estaban presentes los también militantes comunistas Víctor Jara y Quilapayún.
Sin lugar a dudas el período que va desde 1970 hasta 1973, es el período de mayor crecimiento e influencia tanto del Partido Comunista como de la Juventud, crecimiento que sería directamente proporcional al crecimiento del movimiento popular que respaldara la gestión de Salvador Allende. Al VII Congreso Nacional de las Juventudes Comunistas, desarrollado en 1972, se estimaba en más de 100.000 los militantes de organización juvenil.
Luego del Golpe de Estado de 1973 y la instalación del régimen militar, las Juventudes Comunistas fueron una de las más activas organizaciones en la resistencia para restablecer la democracia. En los años 1980 integraron las filas del FPMR, y serían cientos los que cayeran en la lucha contra el gobierno del General Augusto Pinochet, incluyendo direcciones nacionales enteras.
Tras el plebiscito de 1988 y el comienzo de la transición, la «Jota» al igual que diversos partidos y juventudes comunistas en mundo, sufrió un período de crisis aparejado a la caída de los llamados «socialismos reales» en el mundo. Sin embargo, el trabajo de los jóvenes comunistas comenzó a fortalecerse con la reconstrucción del movimiento estudiantil y poblacional, siendo las JJCC la principal fuerza política en gran parte de las Universidades y Liceos del país en aquellos años.

La «Jota» ha sido una de las juventudes que mayormente ha estado inserta dentro de las diversas movilizaciones sociales que se han desarrollado en Chile. Ha participado en los diversos paros nacionales desarrollados por la CUT a través de su departamento juvenil, ha estado presente en las movilizaciones en defensa del medio ambiente desarrolladas estos últimos años y fue una fuerza protagónica en el denominado «Pingüinazo» del 2006 y en las movilizaciones educacionales del 2011 siendo las figuras más emblemáticas de dicha movilización, militantes de las JJCC.

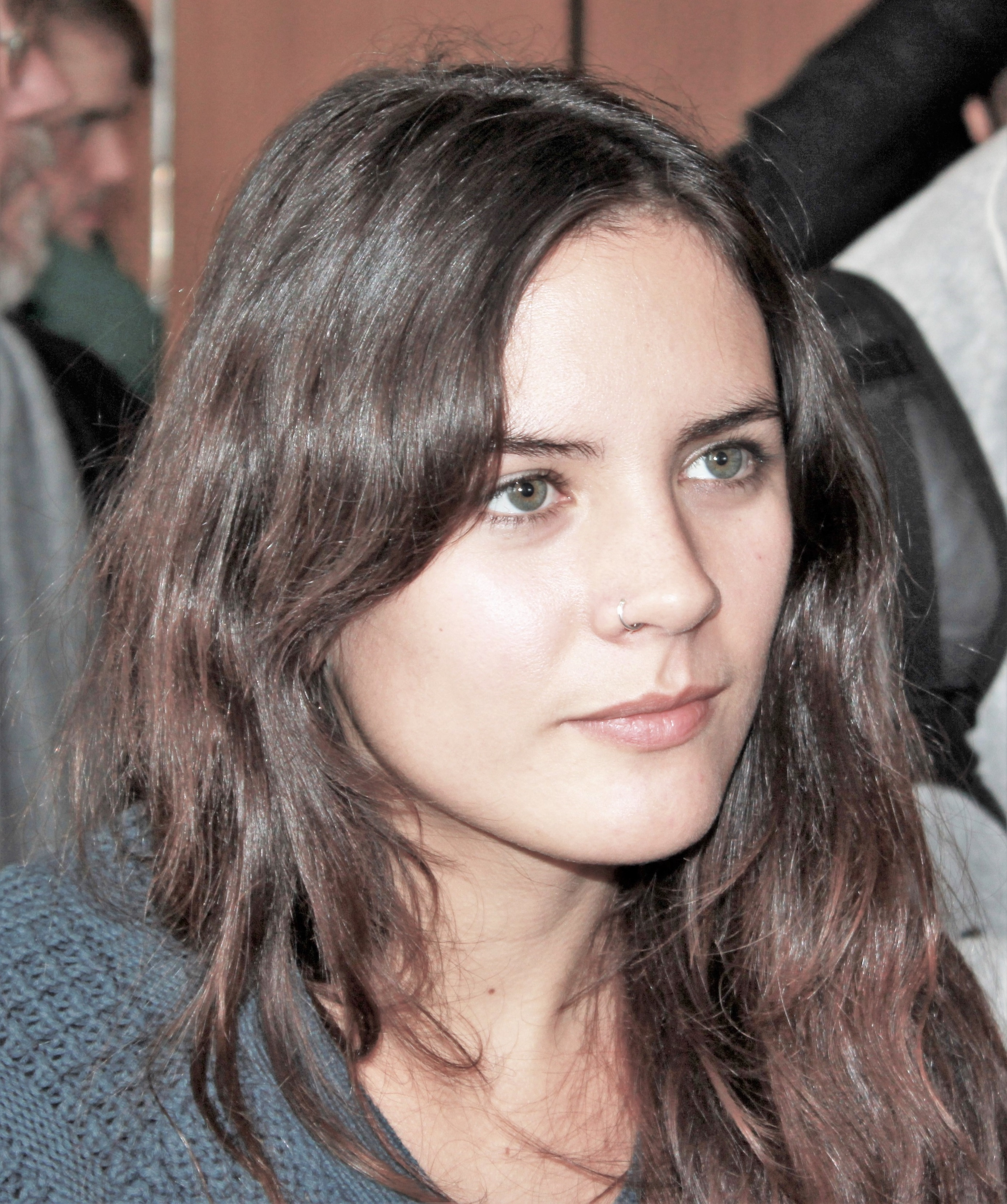
La exdirigente universitaria y actual ministra Camila Vallejo fue parte del Comité Central de las JJCC, hasta su promoción al Partido Comunista.

En octubre de 2011 se desarrolla el XIII Congreso Nacional de las Juventudes Comunistas de Chile en donde se elige un nuevo Comité Central comandado por la expresidenta de la Federación de Estudiantes de la Universidad de Concepción Karol Cariola, e integrado a múltiples dirigentes sociales y estudiantiles como los universitarios Camila Vallejo (Presidenta de la Federación de Estudiantes de la Universidad de Chile), Camilo Ballesteros (Presidente de la Federación de Estudiantes de la Universidad de Santiago de Chile) y Camila Donato (presidenta de la Federación de la UMCE); el dirigente secundario Roberto Toledo (Vocero Nacional de la CONES); y dirigentes ligados al arte como el cantautor Gustavo "Lulo" Arias, entre otros.
En las elecciones municipales del 2012, las Juventudes Comunistas como parte de la lista Por un Chile Justo obtuvieron 7 concejales en todo Chile, parte de los 102 concejales electos por el Partido Comunista de Chile. Volvió al Congreso Nacional en el año 2014, después de 41 años de ausencia, luego de que en las parlamentarias del 2013 resultaran electas Camila Vallejo por el distrito de La Florida y Karol Cariola por el distrito de Independencia-Recoleta, quienes postularon dentro del pacto Nueva Mayoría. No contó con parlamentarios electos para el período 2018-2022 debido a que las diputadas reelectas Vallejo y Cariola pasaron a formar parte del Partido Comunista.
Para la elección presidencial de 2017 apoyaron al candidato de la Nueva Mayoría, Alejandro Guillier, quien fue derrotado por el derechista Sebastián Piñera. Fueron oposición al segundo gobierno de Sebastián Piñera. Apoyaron las manifestaciones y acusaciones constitucionales en contra del gobierno en el contexto del estallido social, durante este período surgió como símbolo de las protestas la fallecida exdiputada y exsecretaria general de la organización, Gladys Marín, bajo el lema "Lucha como Gladys".
En las elecciones municipales y de convencionales constituyentes de 2021 la agrupación obtuvo 15 concejales, 1 alcalde y 1 convencional constituyente, siendo esta Valentina Miranda, quien fue la integrante más joven de la Convención Constitucional. En el mismo año apoyaron al militante comunista y candidato presidencial Daniel Jadue en las primarias presidenciales de Apruebo Dignidad, finalmente fue derrotado frente al candidato del Frente Amplio Gabriel Boric. Durante las elecciones legislativas de 2021, la presidenta de las JJCC, Daniela Serrano, fue electa diputada para el LVI periodo legislativo del Congreso Nacional de Chile.
Tras la victoria de Gabriel Boric en la elección presidencial de Chile de 2021 el grupo pasó a ser miembro del oficialismo a la administración del presidente electo junto al resto de Apruebo Dignidad y Socialismo Democrático, obteniendo representación en las Secretarías Regionales Ministeriales con Makarena Arias como seremi de Economía de Atacama, Javiera Vivanco en la seremi de Economía del Maule y Luz Torres en la secretaría regional de Gobierno de Los Lagos.

## Liderazgo
El nombre del cargo desde su fundación (1932) hasta el XIV Congreso Nacional (2017) era secretario general. La reforma de estatutos del XIV Congreso lo denomina presidente, pasando el cargo de secretario general a cumplir las funciones que previamente realizaba el subsecretario general.

### Presidente
| N°. | Presidente | Presidente              | Inicio              | Final                 | Otros cargos                                       |
| --- | ---------- | ----------------------- | ------------------- | --------------------- | -------------------------------------------------- |
| 1   |            | Camilo Sánchez          | 2017                | 31 de marzo de 2021   | Sin cargo público                                  |
| 2   |            | Daniela Serrano Salazar | 31 de marzo de 2021 | 8 de junio de 2025    | Diputada de la República por Santiago (Desde 2022) |
|     |            | Catalina Lufín          | 8 de junio de 2025  | en la responsabilidad | Ex-presidenta FECH (2024)                          |

### Secretario general
| N°. | Secretario(a) general | Secretario(a) general     | Inicio               | Final                | Otros cargos |
| --- | --------------------- | ------------------------- | -------------------- | -------------------- | --- |
| 1   |                       | Rodolfo Solari            | 1932                 |                      | Sin cargo público |
| 2   |                       | Luis Hernández Parker     |                      | 1935                 | Sin cargo público |
| 3   |                       | Ricardo Fonseca Aguayo    | 1937                 | 1940                 | Diputado de la República por Arica (1941 - 1949) Secretario general del Partido Comunista de Chile (1946 - 1948) |
| 4   |                       | Daniel Palma              | 1940                 | 1947                 | Sin cargo público |
| 5   |                       | Samuel Riquelme           | 1947                 | 1949                 | Sin cargo público |
| 6   |                       | Fernando Ortiz Letelier   | 1950                 | 1952                 | Sin cargo público |
| 7   |                       | Manuel Cantero            | 1952                 | 1960                 | Sin cargo público |
| 8   |                       | Mario Zamorano Donoso     | 1960                 | 1965                 | Sin cargo público |
| 9   |                       | Gladys Marín Millie       | 1965                 | 1974                 | Diputada de la República por Santiago (1965-1973) Secretaria General del Partido Comunista de Chile (1994 - 2002) Presidenta del Partido Comunista de Chile (2002 - 2005)                                                                         |
| 10  |                       | José Weibel               | 1974                 | 1975                 | Sin cargo público |
| 11  |                       | Juan Carlos Arriagada     | 1975                 | 1976                 | Sin cargo público |
| 12  |                       | Lautaro Carmona Soto      | 1979                 | 1989                 | Presidente del Partido Comunista de Chile (Desde 2023) Diputado de la República por Atacama (2010 - 2018) Vicepresidente de la Cámara de Diputados y Diputadas de Chile (2014-2015) Secretario general del Partido Comunista de Chile (2005-2023) |
| 13  |                       | Manuel Guzmán             | 1989                 | 1991                 | Sin cargo público |
| 14  |                       | Luis Salinas              | 1991                 | 1995                 | Sin cargo público |
| 15  |                       | Guillermo Salinas         | 1995                 | 1998                 | Sin cargo público |
| 16  |                       | Daniel Núñez Arancibia    | 1998                 | 2001                 | Senador de la República por Coquimbo (Desde 2022) Diputado de la República por Coquimbo (2014 - 2022) |
| 17  |                       | Sergio Sepúlveda          | 2001                 | 2007                 | Sin cargo público |
| 18  |                       | Oscar Aroca               | 2007                 | 2 de octubre de 2011 | Sin cargo público |
| 19  |                       | Karol Cariola Oliva       | 2 de octubre de 2011 | Enero de 2017        | Presidenta de la Cámara de Diputadas y Diputados de Chile (Desde 2024) Diputada de la República por Santiago (Desde 2014) |
| 20  |                       | Reynaldo Morales          | Enero de 2017        | 31 de marzo de 2021  | Sin cargo público |
| 21  |                       | Makarena Arias Vargas     | 31 de marzo de 2021  | 6 de octubre de 2022 | Secretaria Regional Ministerial de Economía, Fomento y Turismo de Atacama (Desde 2022) |
| 22  |                       | Nicolás Araya Bastías     | 6 de octubre de 2022 | 28 de mayo de 2023   | Sin cargo público |
| 23  |                       | Bárbara Navarrete Antinao | 28 de mayo de 2023   | 8 de junio de 2025   | Sin cargo público |

## Funcionamiento

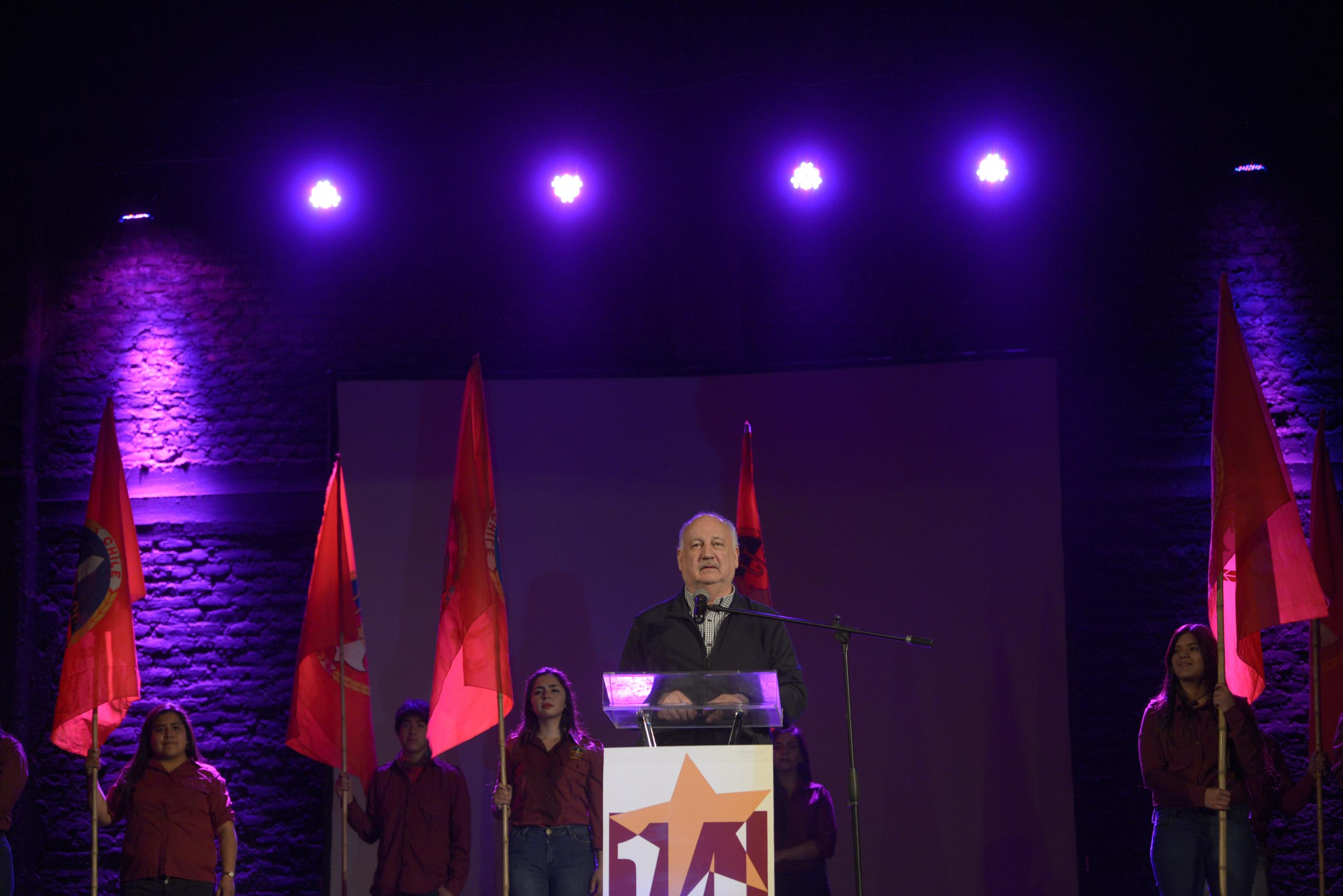
Guillermo Teillier en el 14.º Congreso de las Juventudes Comunistas.

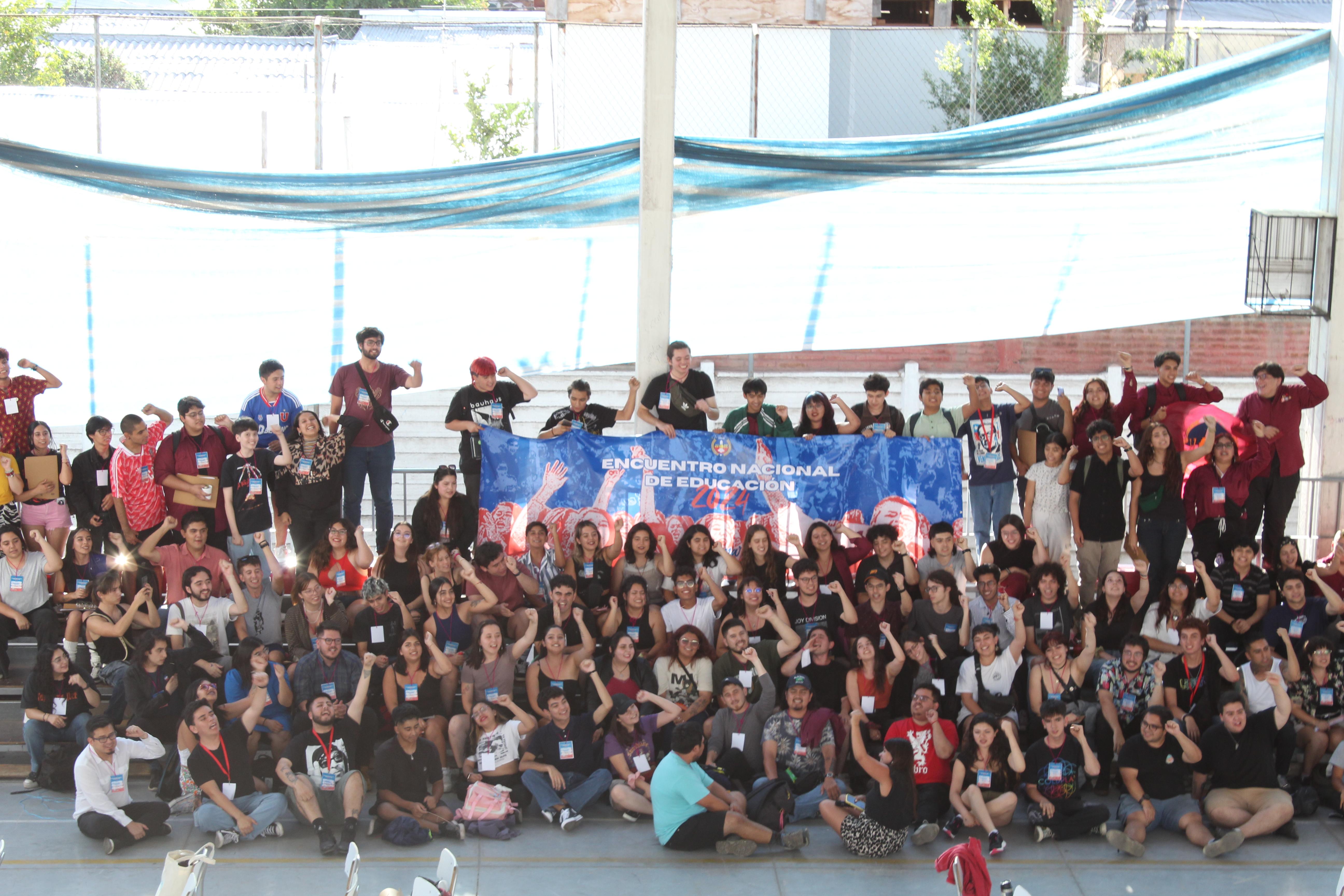
Militantes y dirigentes de las Juventudes Comunistas de Chile en el ENE 2024

### Actividades
Las JJCC son una organización que se define como "un juventud política de masas", es decir, como un espacio político que desarrolla su política a través de distintos frentes de masas en donde se encuentre la juventud organizada.
Uno de sus principales espacios de acción son en las organizaciones de estudiantes de liceos y universidades, en donde conducen múltiples Centros de Estudiantes y Federaciones Secundarias, así como también Federaciones Universitarias. A través de estos organismos, las JJCC han participado en las diversas movilizaciones educacionales luego de la vuelta a la democracia.
Dentro de los espacios laborales, las JJCC tiene presencia en sindicatos con mayoritaria participación juvenil, como los referentes al área de servicios, call centers, el servicio de retail; desde donde fortalecen el departamento juvenil de la CUT.
A partir de la construcción del gobierno popular en función de recomponer el tejido social desmembrado por la dictadura militar, el trabajo en los espacios territoriales a través de Juntas Vecinales y organizaciones culturales, ha sido uno de los pilares de la política de los «Jotosos». En esto destaca el trabajo realizado por las Brigadas Ramona Parra (brigada muralista determinante de la identidad estética para la izquierda chilena).
Las Juventudes Comunistas también han desarrollado políticas hacia demandas transversales para la juventud chilena como las luchas medioambientales, de género y diversidades sexuales y referidas al autocultivo de la marihuana.

### Relación con el partido
Según los estatutos, las JJCC se definen como "las Juventudes del Partido Comunista de Chile", siendo responsables ante la dirección nacional del PCCh. Aunque autónomos en su estructura, las JJCC comparten las mismas visiones programáticas, construyendo su propio camino desde la juventud en pos de la construcción de los objetivos estratégicos elaborados por los Comunistas.

## Símbolos

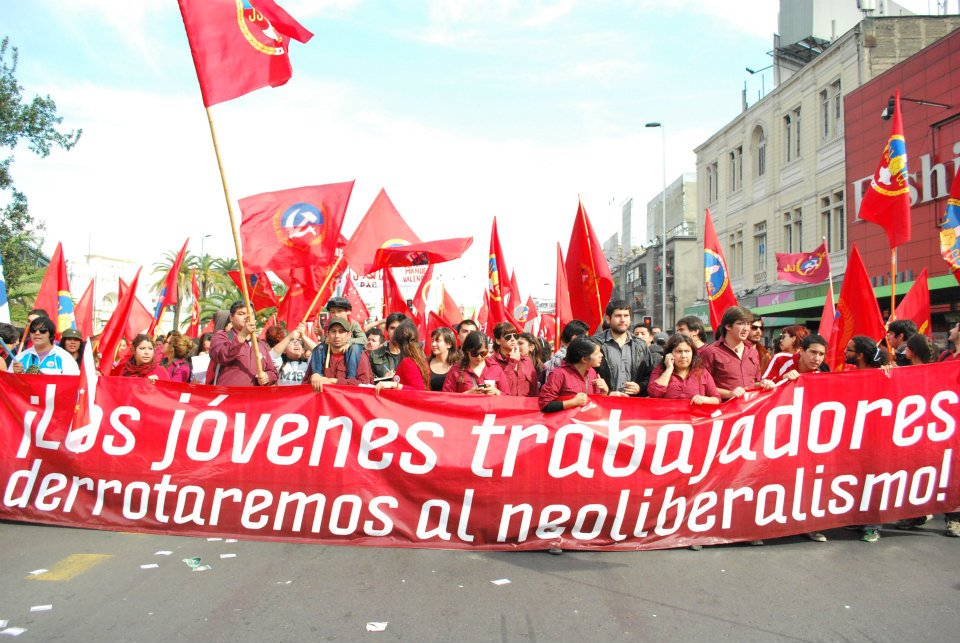
Columna de las JJCC en una marcha del Día del Trabajador.

El color de las Juventudes Comunistas de Chile es el amaranto, siendo también el uniforme de las JJCC una camisa del mismo color con doble bolsillo superior y presillas sobre los hombros.

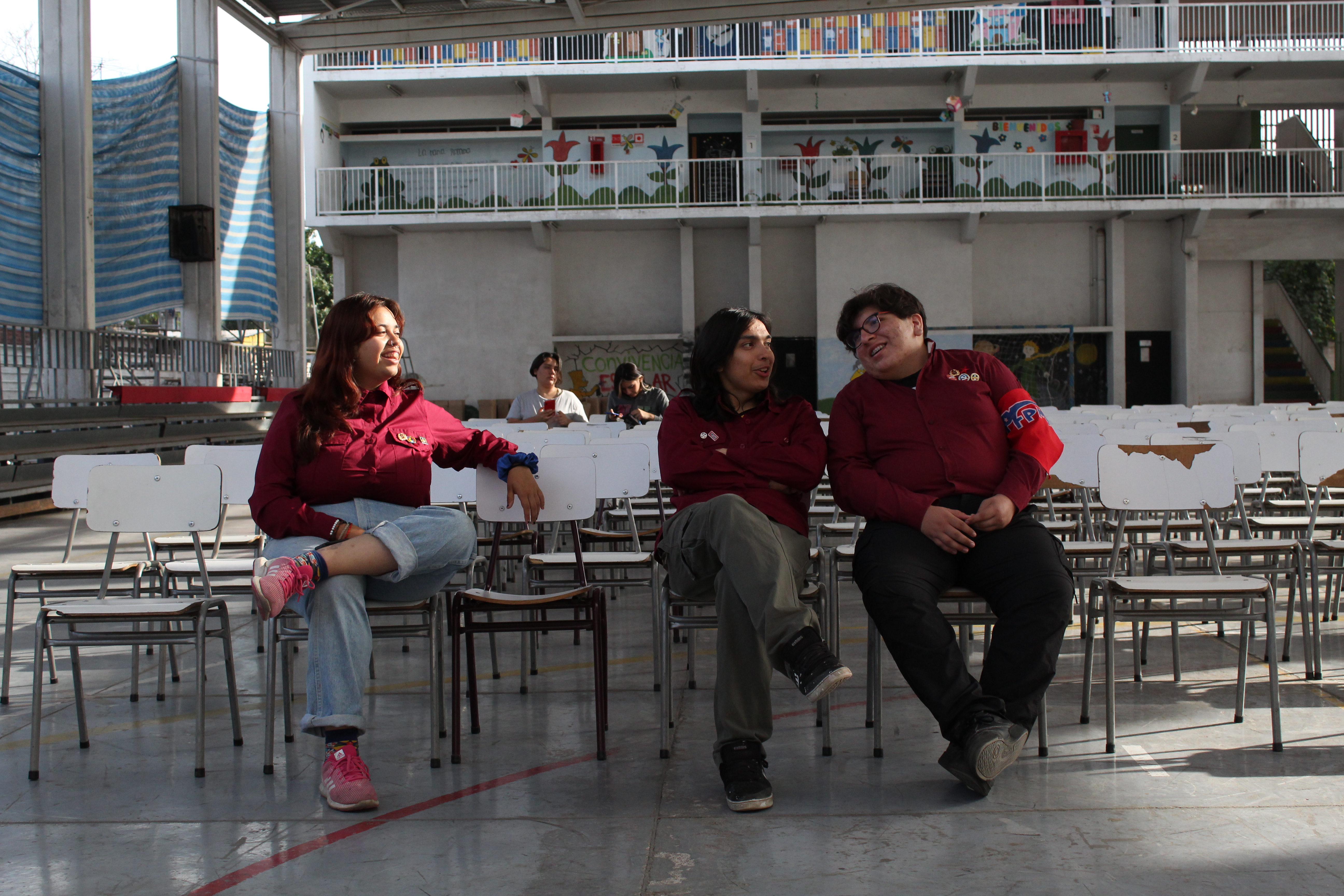
Militantes de las Juventudes Comunistas vistiendo Camisa Amaranto en el ENE 2024

Al compartir la misma visión programática con el Partido Comunista de Chile, la «Jota» también recoge los símbolos históricos del PCCh. La Hoz y el Martillo sobre los colores de la bandera chilena, así como también el himno de los trabajadores «La Internacional» son símbolos típicos de las JJCC.
El emblema de las Juventudes Comunistas es el perfil de dos jóvenes de ambos sexos sobre un copihue blanco simbolizando la unidad de la juventud y su amor a la patria. Estas figuras son de color amarillo-dorado, con ribetes negros, ubicados en un círculo dividido en dos, de un color azul en su parte superior y rojo en la inferior. A ambos lados del copihue se ubica la sigla JJ.CC. en color amarillo-dorado. El círculo está rodeado por espigas de trigo, las que sobre la punta de las espigas lleva escrita la palabra CHILE, la que será de color amarillo y en la base, al centro de ambas, una pequeña estrella roja.

## Militantes destacados
- Cecilia Magni Camino (1956-1988), militante de las JJ.CC., combatiente y única mujer en ostentar el grado de 'Comandante' al interior de las filas del FPMR.
- Alejandro Rojas (1945-2018), académico, único presidente electo por 3 veces consecutivas en la FECh entre 1970-1973.
- Ángel Parra (1943-2017), compositor y músico, miembro de la familia Parra.
- Camila Vallejo, expresidenta de la FECh, dirigente de la Movilización social del 2011 y diputada en dos periodos: 2014-2018 y 2018-2022, Actual ministra Secretaria General de Gobierno.
- Camilo Ballesteros, estudiante, expresidente FEUSACH y dirigente de la Movilización social del 2011.
- Daniel Jadue, alcalde de Recoleta en tres periodos: 2012-2016, 2016-2021 y 2021-2024.
- Diego Guzmán (1990-2015), estudiante asesinado por un civil durante movilización por la educación gratuita el 2015 en Valparaíso.
- Eduardo Carrasco, compositor y músico de Quilapayún, académico y filósofo.
- Francisco Coloane (1910-2002), novelista.
- Gladys Marín (1938-2005) Secretaria de las JJCC (1965-1973), presidenta y Secretaria General del Partido Comunista de Chile.
- Julieta Campusano (1918-1991), senadora y activista por los derechos de las mujeres.
- José Secall Parada (1949-2021), actor.
- Karol Cariola, diputada y ex Secretaria General de las JJCC.
- Luis Corvalán (1916-2010), profesor y secretario general del Partido Comunista de Chile.
- Marés González (1925-2008), actriz y Premio Nacional de Arte.
- Marisol Prado, primera presidenta de la FECh.
- Pablo Neruda (1904-1973), poeta y Premio Nobel de Literatura en 1971.
- Ramona Parra (1926-1946), activista política asesinada en la masacre de la Plaza Bulnes en 1946.
- Raúl Pellegrin (1958-1988), fundador y comandante del FPMR.
- Ricardo Fonseca (1906-1949), secretario general de las JJCC y del PC.
- Rodolfo Parada, compositor y músico de Quilapayún.
- Sergio Ortega (1938-2003), compositor y pianista.
- Sola Sierra (1935-1999), activista de los Derechos Humanos.
- Víctor Jara (1932-1973), director teatral, poeta y cantautor.[13]
- Violeta Parra (1917-1967), cantautora, poeta, folklorista y artista visual.
- Volodia Teitelboim (1915-2008), abogado, escritor y secretario general del PC.
- Luis Sepúlveda (1949-2020), escritor, periodista y cineasta.